# 朱提雅人
朱提雅人，是印度阿薩姆邦的藏緬語系民族，人口2000000-2500000人，曾在目前的印度阿薩姆邦和阿魯納恰爾邦建立了自己的楚蒂亚王国，並由1187年生存至1673年。他們原先說的是藏緬語，但是隨著時間的流逝，他們開始講阿薩姆語，並接受印度教。
朱提雅人被印度政府確認為“其他落後階層”，並且是說阿薩姆語的種族團體。如今他們中的大多數人居住在上阿薩姆邦區，在阿薩姆邦南部和巴拉克山谷中也很多人生活。
直6世紀前，朱提雅人統治了阿薩姆邦東北部和今天的阿魯納恰爾邦地區400多年，首都設在薩迪亞。他們後來被阿洪姆王國打敗，也成為阿洪姆人一部分。
他們原先信仰藏緬部落的傳統宗教，後來信奉一種混合部落信仰的印度教密宗(也以活人獻祭)。
他們也以當地最早使用火槍火炮的民族。